# Apatania alberta
Apatania alberta là một loài Trichoptera trong họ Apataniidae. Chúng phân bố ở miền Tân bắc.